# 高寶強

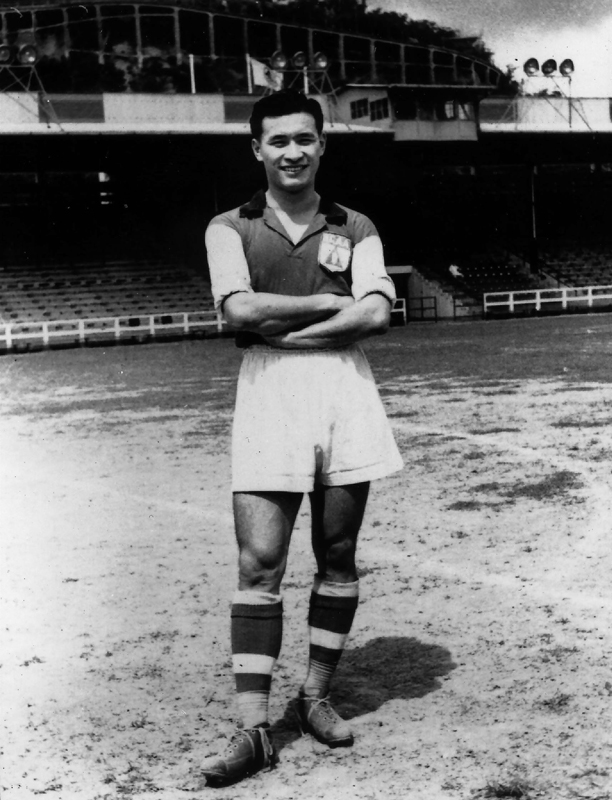
1953年高寶強效力南華時

高寶強，又名高保強，(1930年—2009年6月17日），香港1950、60年代足球運動員，曾擔任香港足球代表隊隊長多年。有「Captain高」、「南華之寶」、「瑞典腳」等綽號。

## 生平
高寶強球場上司職中堅，1947年加盟南華。1955年轉會東方，其後效力傑志、東華、元朗等香港甲組足球隊。1968年退役。他曾代表香港參加1954年馬尼拉亞運會和1958年東京亞運會。1956年亞洲盃足球賽為港隊贏得季軍。1957年贏得第一屆默迪卡杯冠軍。
2003年在香港足球總會與香港電台合辦的香港足球明星選舉中，高寶強獲得「香港廣播七十五年球壇榮譽大獎」。
2009年6月17日，高寶強在乘坐的士途中突然昏倒，經伊利沙伯醫院搶救，最終離世。